# Hrobka sultána Murada I.
Hrobka sultána Murada I. (albánsky Tyrbja e Sulltan Muratit, srbsky Муратово турбе/Muratovo turbe) se nachází v blízkosti města Kosovo Polje v centrální části Kosova, na místě, kde při Bitvě na Kosově poli padl turecký sultán. Byla zbudována jako turbe, a to v před rokem 1660. V současné době je kulturní památkou.
Hrobka je poprvé připomínána tureckým cestovatelem Evlijem Čelebi v jeho cestopise z roku 1660. Patrně však vznikla mnohem dříve, a patří k nejstarším stavbám z doby turecké nadvlády nad územím dnešního Kosova. Nechal jej vybudovat sultán Bajezid I. Uvnitř hrobky však nezůstalo sultánovo tělo na dlouho; nakonec bylo převezeno do Bursy a tam pohřbeno. V samotné hrobce zůstaly uchovány ostatky pouze některých orgánů sultána.

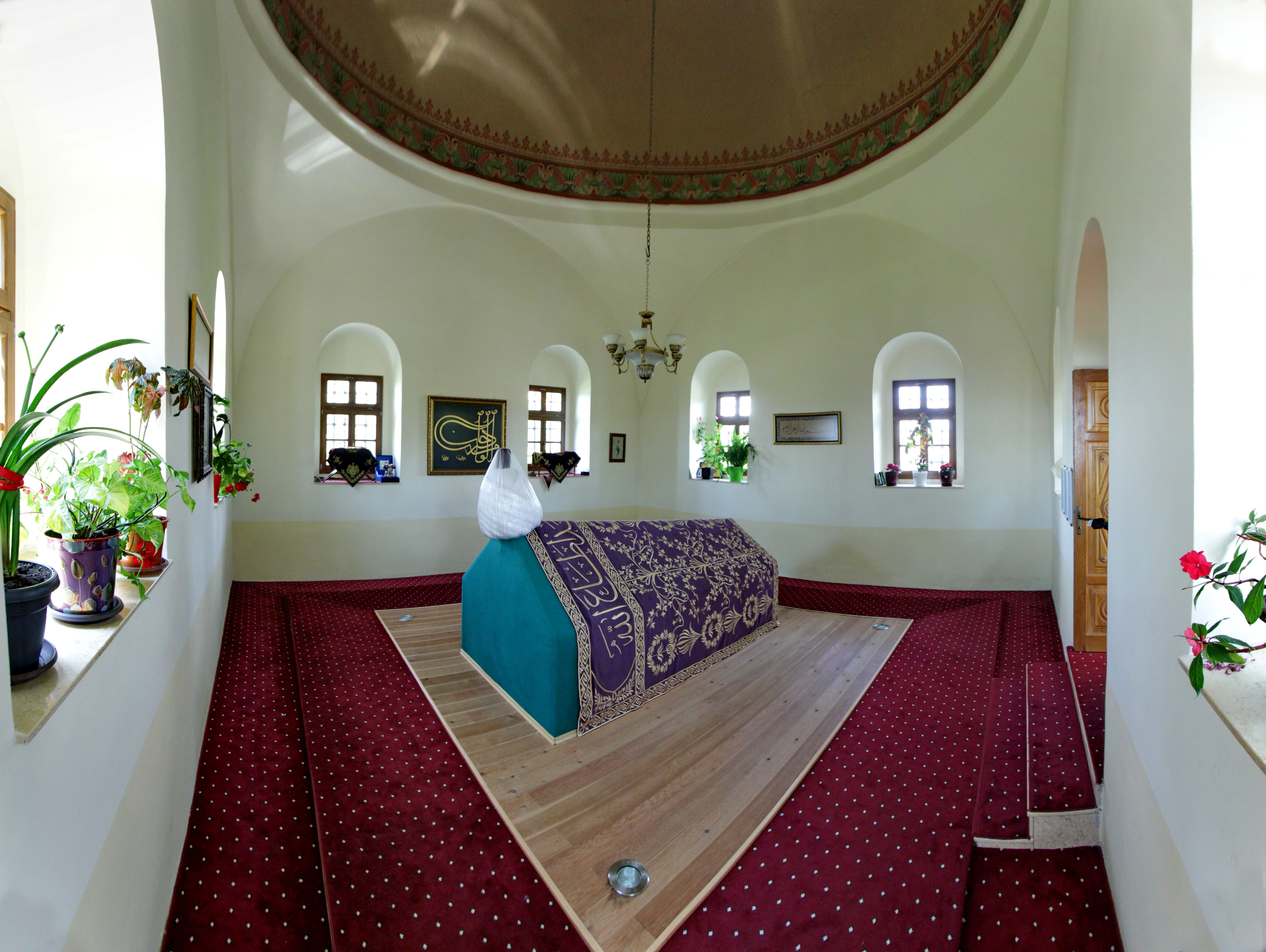
Interiér hrobky

Ve své původní podobě stavba přežila až do roku 1850, kdy byla přebudována na rozkaz Huršid-paši. Při přestavbě areálu byla dobudována zeď a původní kruhový půdorys stavby byl změněn na čtvercový. Před areálem byla zřízena také kašna. Nad samotným náhrobkem sultána, se nachází mramorová deska, která byla na své současné místo umístěna někdy v letech 1909-1911.
Okolo hrobky se nachází několik hrobů významných osmanských správců, kteří žili v Kosovu v 19. století.
V letech 1876-1909 byl v blízkosti hrobky vybudován selamluk místo k bezplatnému nocování pro poutníky. Nacházel se zde také 300 let starý dub.
Od roku 1912 připadlo území Kosova Srbsku. Náklady spojené na obnovu a provoz památky však hradilo až do druhé světové války Turecko.
Po vyhlášení socialistické Jugoslávie převzal správu nad památkou stát. Jednalo se o první objekt muslimské komunity v Kosovu, který byl klasifikován jako kulturní památka. Obnova stavby, která byla provedena v souvislosti s 600. výročím Bitvy na Kosově poli, se však ukázala být necitlivá, a na začátku 90. let si turecký velvyslanec v Jugoslávii Namik Kemal Zeybek stěžoval, že došlo k jejímu poškození.[zdroj?]
Poslední obnova hrobky se uskutečnila v roce 2005 za pomoci turecké náboženské nadace Diyanet İşleri Başkanlığı. V roce 2007 památku poničili vandalové, ale byla opět obnovena.